# 冷泉

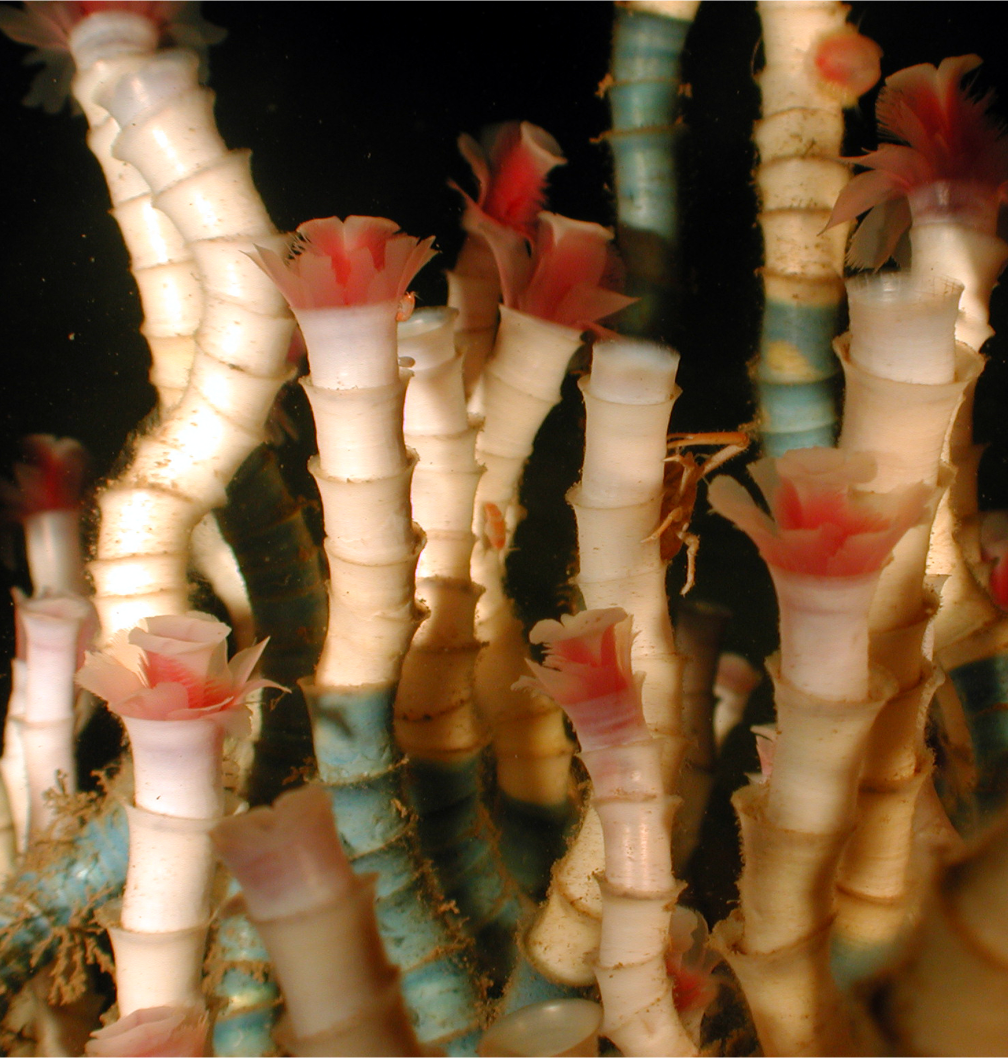
管状蠕虫是在墨西哥湾4个冷泉种群类型之一的优势物种。

冷泉（英語：cold seep）（有时称为冷泉喷口）是一个洋底区域，其中硫化氢，甲烷和其他碳氢化合物丰富的流体渗漏发生的地方，往往是以鹽水池的形式。“冷”并不意味着渗流的温度比周围的海水低。与此相反，它的温度通常是稍高。冷泉构成的生物群落支持多种特有物种。
随着时间的推移，冷泉发展出独特的地貌，其中甲烷和海水之间的反应产生碳酸盐岩石形成和珊瑚礁。这些反应也可能是依赖于细菌的活动。六水碳钙石，一种含水的碳酸钙，可与从冷泉流体中甲烷的氧化有关。

## 种类

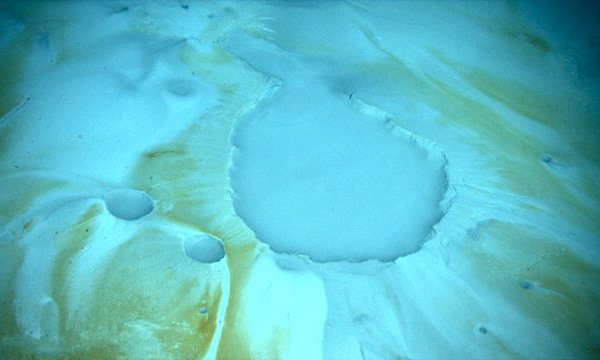
这些坑标志着盐水池的形成，盐从已通过海底渗透和缀满附近的基底。

冷泉的类型可以根据深度来区分成：浅冷泉和深冷泉。冷泉也可以按照细节区分，如下所示：
- 油（英语：oil seep）/天然气渗出[2]
- 天然气渗出：[2]甲烷渗出
- 氣體水合物渗出[2]
- 盐渗出[2]形成鹽水池
- 海底洼地（英语：pockmark (geology)）[2]
- 泥火山[2]

## 形成和生态演替
冷泉发生在地质构造活动引起的海底裂缝。石油和甲烷的“渗漏”出这些裂缝，在沉积物中扩散，并出现宽达数百米的较大的区域。
甲烷（CH
4）是我们通常称之为天然气的主要成分。但是除了作为对于人类来说的一个重要的能量来源，甲烷也形成了冷泉生态系统的重要基础。相比于那些浅处深度，在200 m以下的冷泉生物群通常表现出更大的系统性的专门化和依赖于化能自养。深海渗出的沉积物是高度异质性。

## 参看
- 深海熱泉
- 泥火山
- 化能合成
- 海底火山